# Aquarius (bebida)
Aquarius es un refresco perteneciente a The Coca-Cola Company. Fue creada en Japón en 1978 y se comercializó por primera vez en 1984 como una respuesta a la bebida deportiva llamada Pocari Sweat. Fue introducido en España y Portugal en 1990, y se convirtió en la bebida oficial de los Juegos Olímpicos de 1992 en Barcelona.

## Composición e información nutricional
|                  | Porción (33oml.) | %VD * |
| ---------------- | ---------------- | ----- |
| Valor energético | 59 kcal = 261 kj | 3     |
| Carbohidratos    | 4,4g             | 5     |
| Sodio            | 55mg             | 2     |

- % Valores diarios sobre la base de una dieta de 2000 kcal u 8400 kj. Sabor pomelo.

## Origen y comunicación de la marca
Aquarius apareció en 1992 como una bebida para deportistas coincidiendo con las Olimpiadas de Barcelona 92. En el año 1996 se introdujo Aquarius Naranja y en 2010 Aquarius Libre. El 19 de mayo de 2006 se lanzó en primicia para España un nuevo sabor a cola llamado Versión 3 con una fuerte campaña de marketing detrás, pero dado que no obtuvo el éxito esperado se suspendió la producción dos años después y no salió del mercado español. Se suponía que Versión 3 era un nombre temporal y los consumidores debían elegir uno definitivo.
Desde su introducción al mercado, Aquarius ha desarrollado varias campañas publicitarias, tales como “Efecto”, “Arcoíris”, “Subtítulos”, llegando hasta la más reciente “Romanos”, lanzada en abril de 2011, la cual fue desarrollada por la agencia Madre.  La misma fue producida en los estudios de Cinecittá y estuvo integrada por cuatro comerciales, spots de radio, campaña digital y amplia presencia en vía pública.
La campaña se inspiró en los romanos, dado el origen de la palabra Aquarius, y porque la civilización romana mantuvo desde sus orígenes una relación particular con el agua y la naturaleza, siendo los primeros en construir puentes, acueductos y termas sin descuidar la armonía con el entorno. Aquarius by Cepita del Valle (Argentina), Aquarius by Andina (Chile) y Aquarius by Frugos (Perú) busca representar la unión perfecta entre el agua y el jugo natural de frutas, presentándose como una bebida fresca y liviana.

## Publicidad
Inicialmente la comunicación de Aquarius transmitía la capacidad de recuperación que tenía en deportistas justificándose en su contenido en sales minerales. Gradualmente, debido a su facilidad para ser bebida, y a que de forma espontánea comenzó a ser recomendada como medida de hidratación especialmente en casos de falta de hidratación por procesos fisiológicos, llevaron su consumo más allá del deporte. Todo esto hizo que la marca girase hacia una comunicación más generalista, pasando de referirse al deporte a referirse a la “vida activa”.
En 2003 se lanzó la campaña La Era Aquarius confirmando su posicionamiento más generalista, conociendo las necesidades de los consumidores,  lo que obtuvo un expansión espontánea en el consumo de Aquarius en más ocasiones que las relacionadas con el deporte.
A pesar de esta expansión, nunca se apartó la relación de salud con Aquarius, enfatizando siempre su funcionalidad por su contenido en sales minerales y enfocando la hidratación como su principal beneficio.
Posteriormente al lanzamiento de Aquarius, en el año 2001, se establecieron las primeras condiciones para las bebidas para deportistas, empezándose a denominar:
Bebidas adaptadas a un intenso desgaste muscular, sobre todo para deportistas. Con sales minerales.
Los requisitos de estas bebidas, sobre todo con respecto al sodio cambiaron, pasando a ser de 46 mg/100 ml hasta 115 mg/100 ml, lo que hizo que Aquarius quedara más como una bebida para actividad física ligera o como una bebida refrescante que ayuda a una hidratación por su composición.

## Versiones

### España
- Aquarius
- Aquarius Naranja
- Aquarius Zero
- Aquarius Zero Naranja
- Aquarius Melocotón Rojo

### Hispanoamérica
- Aquarius Manzana
- Aquarius Naranja
- Aquarius Pera
- Aquarius Limonada
- Aquarius Pomelo
- Aquarius Pomelo rosado
- Aquarius Uva
- Aquarius Multifruta
- Aquarius Durazno
- Aquarius Limonada con Jengibre (Chile)

### Bélgica
- Aquarius Limón
- Aquarius Naranja
- Aquarius Zero Limón
- Aquarius Zero Naranja

## Ingredientes
Aquarius: ingredientes principales: agua, azúcar, correctores de acidez: ácido cítrico, citrato sódico, aromas, sales minerales: cloruro sódico, fosfato potásico y fosfato cálcico, antioxidante, ácido ascórbico, estabilizantes: E 414 y E 445. 
Aquarius Naranja: ingredientes: agua, azúcar, correctores de acidez: ácido cítrico y citrato sódico, sales minerales: cloruro sódico, fosfato potásico y fosfato cálcico, antioxidante ácido ascórbico, estabilizantes: E 414 y E 445, aromas y colorante mezcla carotenos.
Aquarius Zero: ingredientes: agua, correctores de acidez: ácido cítrico, citrato sódico, potenciadores de sabor: cloruro sódico, fosfato potásico y fosfato cálcico, aromas, edulcorantes: E 950, E 955 antioxidante, ácido ascórbico y estabilizantes: E 414 y E 445.
Aquarius Zero Naranja: Ingredientes: agua, correctores de acidez: ácido cítrico y citrato sódico, potenciadores del sabor: cloruro sódico, fosfato potásico y fosfato cálcico, colorante mezcla de carotenos, edulcorantes: E 950, E 955 y aspartamo, estabilizantes: E 414 y E 445, antioxidante ácido ascórbico y aromas.
Contiene una fuente de fenilalanina.

## Relación con la fertilidad
Existe una creencia muy extendida en la sociedad que asocia la ingesta frecuente de Aquarius en las mujeres con un incremento de la fertilidad y, con ello, de la probabilidad de embarazo. Es por ello que muchas mujeres acuden a esta medida cuando buscan quedar embarazadas, sin contrastar la veracidad de dicha información. Algunas de las propiedades que se adjudican al Aquarius y que tratan de justificar esta asociación son que hidrata el endometrio y favorece la implantación del embrión, que ayuda a eliminar el exceso de hormonas o que aporta al embrión las sales minerales que requiere durante las primeras fases de su desarrollo. Sin embargo, no existe ninguna evidencia científica que demuestre que el consumo de Aquarius aumenta la tasa de embarazo, por lo que se considera que esta información carece de veracidad.